# Aluminita
L'aluminita és un mineral de la classe dels sulfats. Es tracta d'alumini hidratat amb sulfat, de fórmula Al₂SO₄(OH)₄(H₂O)₃·4H₂O. Va ser descrita per primera vegada en 1807 a Halle, Saxònia-Anhalt, Alemanya i anomenat així pel seu contingut d'alumini. També és coneguda amb els noms hallita i websterita. Pertany al grup de l'aluminita, al qual dona nom, grup en el qual podem trobar també la mangazeïta.

## Característiques
És de color blanc terrós a gris-blanc. Cristal·litza en el sistema monoclínic tot i que gairebé mai presenta forma de cristall. S'acostuma a trobar com una massa reniforme terrosa, o en masses nodulars compostes de cristalls fibrosos diminuts. És soluble en HCl i s'adhereix a la llengua.
Segons la classificació de Nickel-Strunz, l'aluminita pertany a «07.DC: Sulfats (selenats, etc.) amb anions addicionals, amb H₂O, amb cations de mida mitjana només; cadenes d'octaedres que comparteixen costats» juntament amb els següents minerals: meta-aluminita, butlerita, parabutlerita, fibroferrita, xitieshanita, botriògen, zincobotriògen, chaidamuïta i guildita.

## Formació
Es forma en els dipòsits d'argila i lignit com un producte de l'oxidació de la pirita i la marcassita, juntament amb silicats d'alumini. També es forma en sublimacions volcàniques, en dipòsits de sofre natiu i poques vegades en coves. Es presenta en associació amb basaluminita, gibbsita, epsomita, guix, celestina, dolomita i goethita. Als territoris de parla catalana ha estat descrita a les mines de Rocabruna de Gavà (Baix Llobregat) i a la mina San Miguel, a Ribes de Freser (Ripollès).